# Bílý kámen (Strážná)
Bílý kámen je slepencová skála, bývalý malý lom, vyhlídka a v minulosti populární cíl výletů, který se nachází ve svahu jihozápadně pod vrcholem Strážná, severovýchodně od obce Mrsklesy, ve vojenském újezdu Libavá v Oderských vrších (subprovincie pohoří Nízký Jeseník) v okrese Olomouc v Olomouckém kraji. Protože místo se nachází ve vojenském prostoru, je bez povolení vojenského újezdu Libavá nepřístupné.

## Popis a historie
Bílý kámen je skalisko z slepence, které se nachází v prudké stráni kopce Strážná. Nachází se v nejvyšším místě starého lomu, kde těžili kámen převážně obyvatelé z nedalekých zaniklých německých obcí Jestřabí a Varhošť.
Místo je obestřeno několika variantami pověsti o zlém čertu, chudém hospodáři a otci rodiny a jeho chytré manželce, která přetřením černého kamene na bílý, zachránila muži jeho duši před peklem. Čert totiž nepoznal skálu natřenou na bílo.
Bílý kámen a sedlo pod Strážnou se stalo v minulosti cílem výletů obyvatel z okolních německých obcí a blízké Hané. Skála byla pravidelně natírána vápnem a později bílou barvou. Proto při dobré viditelnosti ze sytě zeleného lesního masivu září těsně pod vrcholem do daleka jako jasný bílý bod, který lze triedrem zahlédnout až z kopců protilehlé Drahanské vrchoviny.

## Galerie

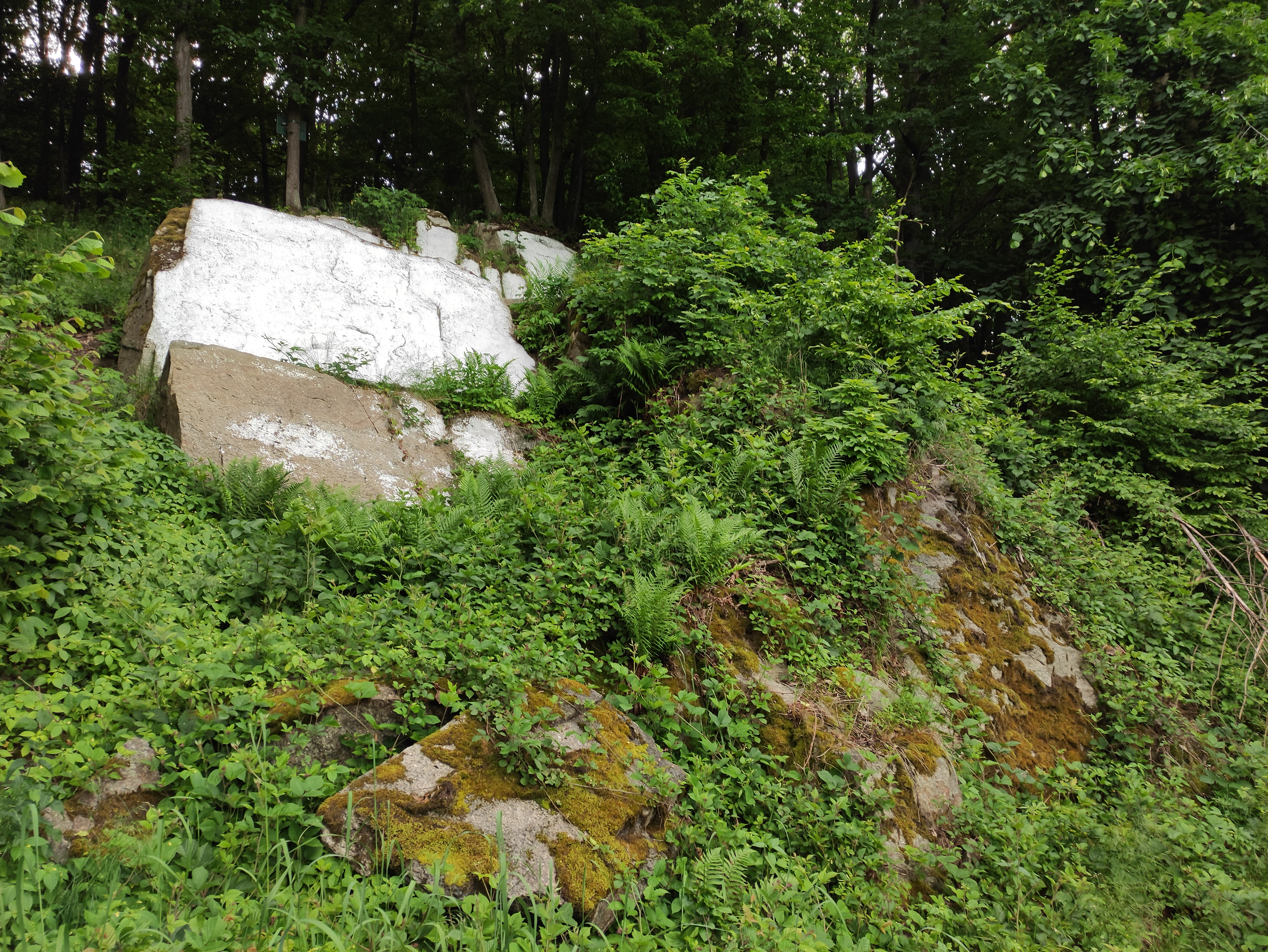
Bílý kámen
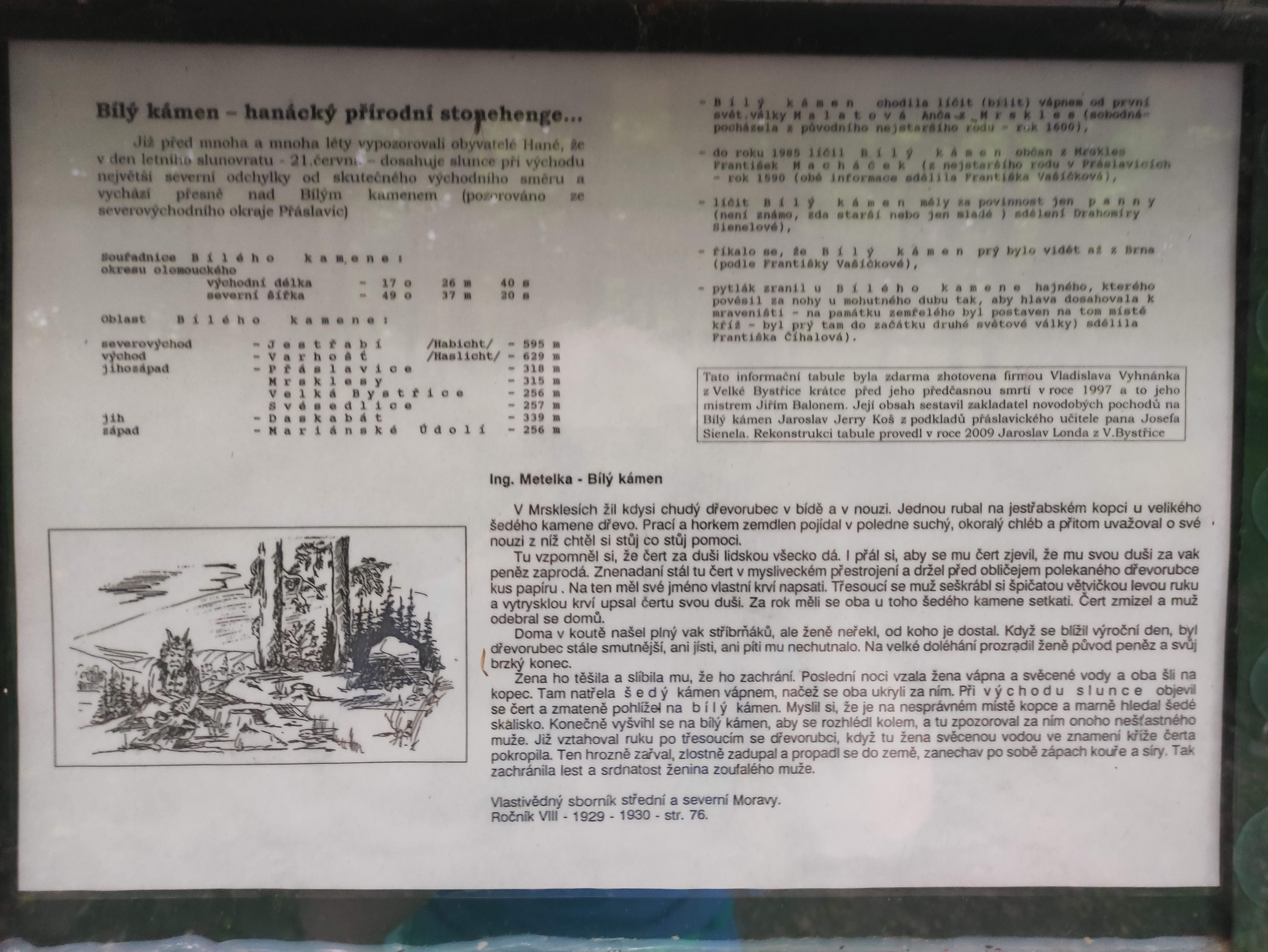
informační tabule na místě
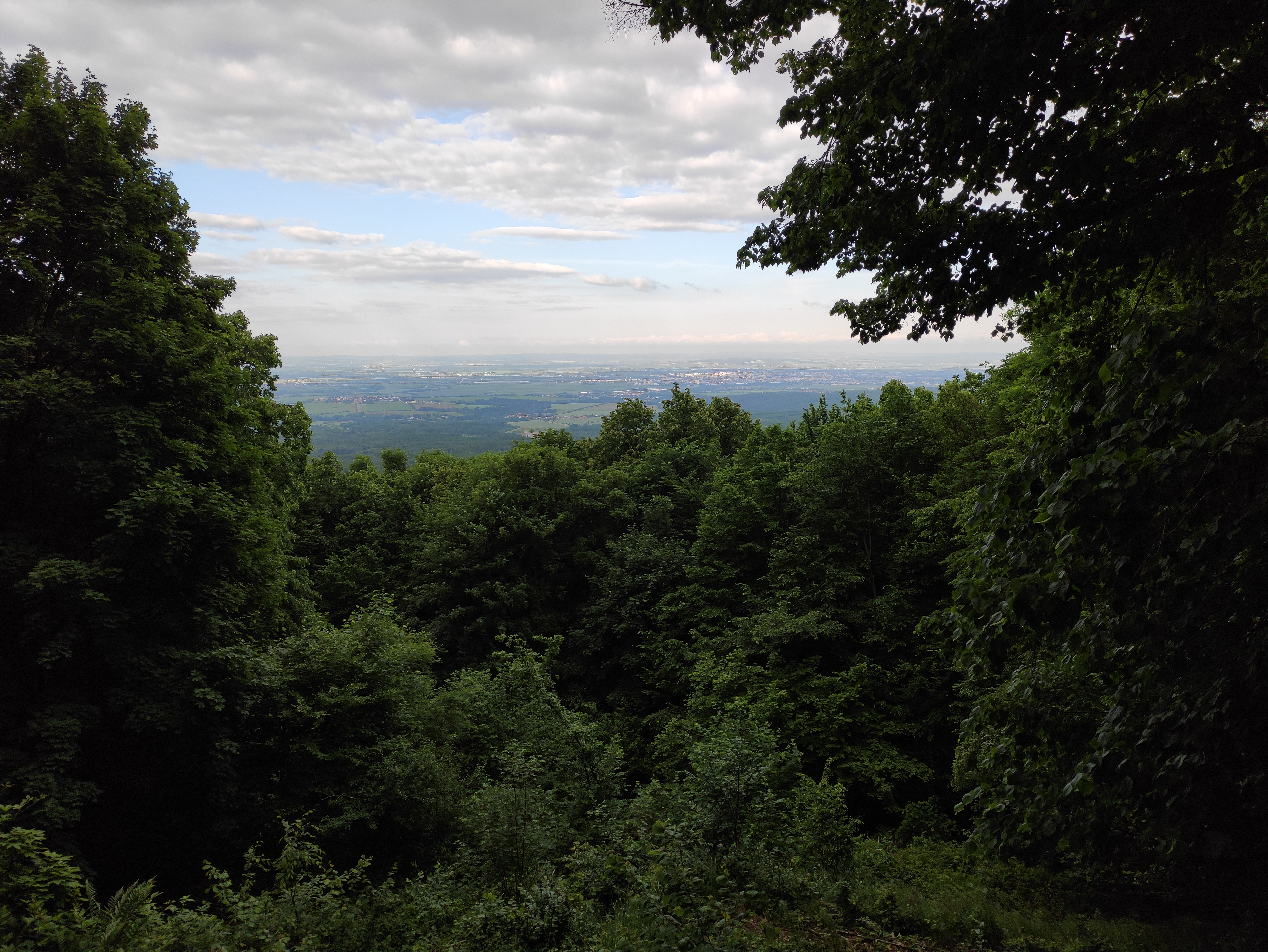
Výhled z Bílého kamene
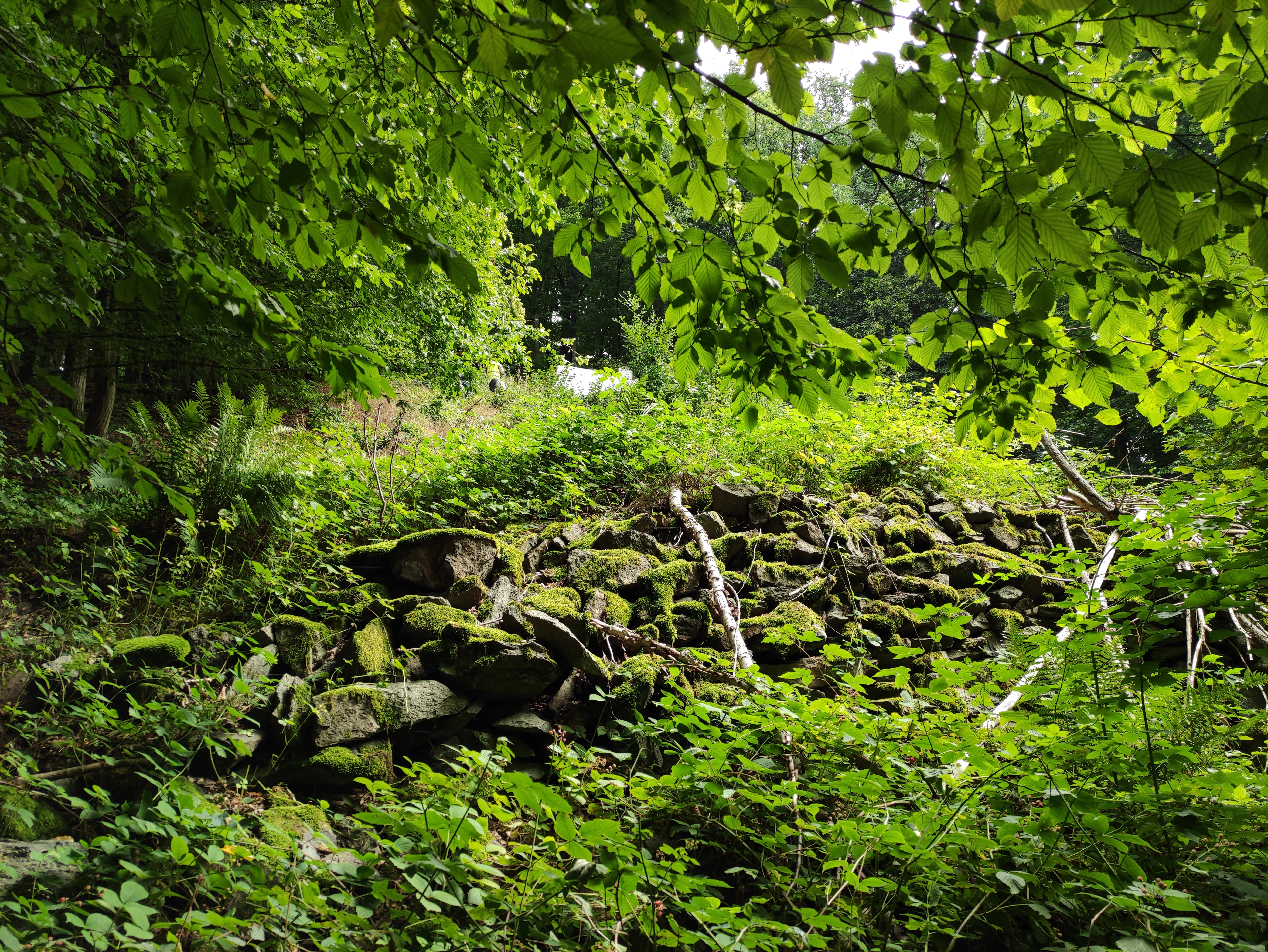
Kamenná hráz odvalu pod Bílým kamenem

## Přístupnost a okolí
Po vzniku vojenského prostoru již od 50. let 20. století nebylo možno místo navštívit. Situace se změnila až v roce 1994, kdy díky pochopení tehdejšího velitele vojenského újezdu Libavá pplk. Janíčka a správce vojenského Újezdu Libavá pplk. Valoviče a zájmu dalších lidí, bylo civilnímu obyvatelstvu umožněno navštěvovat toto místo v rámci po něm pojmenované cyklo-turistické akce Bílý kámen. Při ní je jednou ročně možné navštívit také další jinak nepřístupná místa ve vojenském prostoru.
Místo je přístupné jen po lesních a polních cestách.
Pod skálami se nachází malá halda zakončená kamennou hrází.
Poblíž Bílého kamene se nachází Sedlo pod Strážnou s pietním místem, tankové cesty, Kašparova vyhlídka a zaniklé německé obce Jestřabí a Varhošť.